# Херборн
Херборн (нем. Herborn) — город в Германии, в земле Гессен. Подчинён административному округу Гиссен. Входит в состав района Лан-Дилль.  Население составляет 20 894 человек (на 31 декабря 2022 года). Занимает площадь 63,82 км². Официальный код — 06 5 32 012.